# Destiny’s Child
Destiny’s Child (сокращённо DC) — американская женская R'n'B и хип-хоп-группа. Появившись как квартет, она в конечном счёте стала трио в составе Бейонсе, Келли Роуленд и Мишель Уильямс. Группа выпустила четыре студийных альбома. На счету Destiny’s Child четыре сингла, достигших вершины хит-парада Billboard Hot 100. Согласно данным Американской ассоциации звукозаписывающих компаний, в США было продано свыше 100 млн записей Destiny’s Child, а по версии World Music Awards они стали самой популярной и успешной женской группой всех времён. Журнал Billboard назвал группу одним из величайших музыкальных трио всех времён.
Объединившись в 1990 году в Хьюстоне, штат Техас, участницы Destiny’s Child начали свою музыкальную деятельность ещё будучи подростками. После многих лет упорной работы они подписали соглашение с Columbia Records. Их альбом The Writing’s on the Wall стал сенсацией и сделал из них настоящих звёзд. Будучи на пике успеха, группа страдает от предъявленных исков. Несмотря на волнения, был записан третий альбом «Survivor». В 2002 году Destiny’s Child объявили о паузе для развития своих сольных проектов; этот перерыв позволил участницам добиться индивидуального успеха. Они вновь объединились для записи альбома Destiny Fulfilled и разошлись в 2005 году, начав индивидуальные карьеры в области музыки, театра, телевидения и кино.

## История

### 1990—1997: Начало
В 1990 году Бейонсе Ноулз встретилась с ЛаТавией Роберсон на прослушивании в музыкальную группу. В Хьюстоне, штат Техас, они объединились в группу с рэп- и танцевальным уклоном; Келли Роуленд, которая переехала в дом Бейонсе «по семейным причинам», позже присоединилась к ним. Первоначальным названием стало Girl’s Tyme, а число участниц в конечном итоге сократилось до шести . С Ноулз и Роуленд, Girl’s Tyme привлекли внимание всей страны, R&B-продюсер с западного побережья Арне Фрагер прилетел в Хьюстон, чтобы увидеть их. Он привёл их в свою студию The Plant Recording Studios в Северной Калифорнии, делая акцент на вокал Ноулз потому, что Фрагер считал, что у неё есть личность и талант. Фрагер прикладывал все усилия, чтобы Girl’s Tyme выступили на популярнейшем телешоу того времени Star Search. В конце концов они выступили, но неуспешно. Как говорит Ноулз, они неверно выбрали песню и фактически читали рэп вместо пения.
Из-за провала группы, отец Бейонсе Мэтью Ноулз добровольно посвятил все своё время их менеджменту, а в 1995 году он подал в отставку со своей должности продавца медицинского оборудования. Это сократило семейный доход Ноулз вдвое, и родители расстались под этим давлением. Мэтью Ноулз сократил группу до четырёх человек с включением Летои Лакетт в 1993, и создал «лагерь» для их обучения. Репетируя в салоне матери Ноулз, Тины, они продолжают выступать на таких конкурсах начинающих R&B-групп, как SWV, Dru Hill и Immature. Тина Ноулз также помогает, работая над дизайном выступлений. Они подписали договор с Elektra Records в том же году, но разорвали его, так и не выпустив альбом. В 1997 году отец Ноулз вступил в переговоры с Columbia Records и подписал договор.

### 1997—1999: Карьерный прорыв
Взяв название из Книги пророка Исаии, Girl’s Tyme переименовались в Destiny’s Child. В этом же году они подписали соглашение с Columbia Records и записали свою первую песню «Killing Time», которая стала саундтреком к фильму «Люди в чёрном» 1997 года.
17 февраля 1998 года Destiny’s Child выпустили одноимённый альбом, работать над которым помогали Роб Фьюсари, Джермейн Дюпри, Вайклеф Жан и Кори Руни. Альбом Destiny’s Child был продан тиражом в три миллиона экземпляров по всему миру, и стал платиновым. Сингл «No, No, No» из этого альбома и его ремикс с Вайклефом Жаном стал номером один чарта Hot R&B/Hip-Hop Songs журнала Billboard и номером три в Billboard Hot 100. Внутри страны было продано свыше одного миллиона экземпляров сингла, и он стал платиновым. Последующие синглы «With Me Part 1» и «Get on the Bus» не смогли повторить успех «No, No, No». В 1998 году Destiny’s Child удостоились трёх премий Soul Train Lady of Soul: Лучший R&B/соул-сингл группы, Лучший новичок за «No, No, No» и Лучший R&B/соул-альбом года группы. Ноулз признала дебют успешным, но не потрясающим.
После успеха их дебютного альбома, Destiny’s Child привлекли к работе новых продюсеров, в том числе Кевина «Шекспира» Бриггса и Родни Джеркинса. Альбом The Writing’s on the Wall, выпущенный 27 июля 1999 года, стал настоящим прорывом. Этот альбом дебютировал в Billboard 200 на шестой позиции и возглавил R&B и поп-чарты США в начале 2000 года, превращая группу в настоящих звёзд поп-индустрии. Сингл «Bills, Bills, Bills» из этого альбома был выпущен летом 1999 года и возглавил Billboard Hot 100, став самым популярным синглом США. Второй сингл «Bug a Boo» вошёл в сорок лучших.

### 1999—2000: Очередные изменения
В конце 1990-х Летоя Лакетт и ЛаТавиа Роберсон пытались разорвать договор со своим менеджером, утверждая, что он несправедливо распределяет доходы группы и несправедливо покровительствует Бейонсе Ноулз и Келли Роуленд. Они никогда не собирались покидать группу, но к своему удивлению в клипе «Say My Name», выпущенном в феврале 2000 года, Роберсон и Лакетт увидели двух новых членов группы — Мишель Уильямс и Фарру Франклин, присоединившихся к Ноулз и Роуленд. Роберсон и Лакетт начали судебный процесс в марте, обвиняя Мэтью Ноулз и их подруг по группе в нарушении партнёрства и установленных договорённостей. Обе стороны осуждали друг друга в средствах массовой информации.
Через пять месяцев после вступления в Destiny’s Child, Франклин покинула группу по многочисленным личным причинам, в том числе негативных чувств, полученных из-за недавних волнений. В конце 2000 года Роберсон и Лакетт отозвали часть исков против Роуленд и Ноулз, но продолжали судиться против отца Ноулз. Так же обе стороны договорились о запрете на публичные взаимные нападки.
Хотя группа страдала от потрясений, это не стало препятствием для их дальнейшего успеха. Они переросли в настоящий феномен поп-культуры, став одной из самых успешных групп. Их блестящий сингл «Say My Name» популярен и сегодня. Композиция «Jumpin’ Jumpin’» вошла в десятку лучших хитов. The Writing’s on the Wall стал одним из десяти самых продаваемых альбомов 2000 года и восемь раз стал платиновым в США. Destiny’s Child начали выступать, открывая концерты таких поп-певиц, как Бритни Спирс и Кристина Агилера.
Группа записала и тему для фильма «Ангелы Чарли». Выпущенный в октябре 2000 года сингл «Independent Women Part I» в течение одиннадцати недель удерживался в Billboard Hot 100 на первой строчке, став самым продолжительным лидером чартов в карьере Destiny’s Child.

### 2000—2002: Ещё релизы
С конца 2000 до начала 2001 года Destiny’s Child записывали свой третий альбом Survivor. Изменилась структура процесса записи: Бейонсе Ноулз получила больший контроль над производством и записью альбома.Кроме того, Ноулз полностью вела в таких песнях, как «Brown Eyes» и «Dangerously in Love». Тем не менее, вокал в большинстве песен альбома делился между участницами: Бейонсе и Келли Роуленд пели по куплету, а Мишель Уильямс создавала своеобразный «мостик», хотя были и другие варианты.
Survivor появился в магазинах весной 2001 года и сразу вышел на первую строку Billboard 200; в первую неделю было продано свыше 663,000 копий альбома. Три сингла — «Independent Women Part I», «Survivor» и «Bootylicious», — стали хитами. Первые два по очереди занимали первое место хит-парадов в Великобритании. В США альбом стал четырежды платиновым, в Австралии — дважды, а альбом The Writing’s On The Wall] в этом же году стал трижды платиновым.
В конце года группа выпустила праздничный альбом 8 Days of Christmas. В альбом входили несколько обновлённых версий рождественских песен. В феврале 2001 года Destiny’s Child получили две награды «Грэмми» за «Say My Name»: Лучшее Вокальное Исполнение R&B группы и Лучшая R&B Песня. Кроме того, они заслужили Американскую Музыкальную Награду за Самую Любимую R&B группу. В начале 2002 года был выпущен сборник ремиксов This Is Remix, за которым должен был последовать новый студийный альбом.
Лучший сингл и победитель премии «Грэмми», песня «Survivor» толковалась некоторыми, как ответ на ссоры между участницами группы, но Ноулз заявила, что песня не посвящена никому. Приняв это как нарушение соглашения об ограничении публичного противостояния, ЛаТавиа Роберсон и Летоя Лакетт вновь подали иск против Destiny’s Child и Sony Music Entertainment вскоре после выпуска This Is Remix. Противоречия были урегулированы в июне 2002 года.

### 2002—2004: Пробел в истории
В конце 2000 года Destiny’s Child объявили о начале индивидуальных проектов, в том числе и выпуск сольных альбомов. Идея записи сольного альбома принадлежала их менеджеру. В 2002 году Мишель Уильямс выпустила свой дебютный сольный альбом Heart to Yours. Этот альбом достиг первой строки чарта Billboard Top Gospel. Келли Роуленд в дуэте с Nelly записала песню «Dilemma», которая стала хитом и принесла Роуленд «Грэмми». В том же году Бейносе Ноулз с Майком Майерсом снялась в кассовом фильме «Остин Пауэрс: Голдмембер». Для саундтрека был записан и её первый сольный сингл «Work It Out».
На волне успеха от песни «Dilemma» выпуск сольного альбома Роуленд Simply Deep был перенесён с начала 2003 года на сентябрь 2003. Роуленд стала известна во всем мире, когда Simply Deep стал хитом номер один в UK Albums Chart. В этом же году она начала свою кинокарьеру, снявшись в фильме ужасов «Фредди против Джейсона». В это время Ноулз снялась в своём втором фильме «Борьба с искушениями», а также записала сингл «’03 Bonnie & Clyde» со своим бойфрендом Jay-Z.
Из-за успеха «Dilemma», выпуск дебютного альбома Ноулз Dangerously in Love много раз откладывался, вплоть до июня 2003 года. Dangerously in Love дебютировал в чартах под номером один, проданный в количестве 317 000 экземпляров согласно Nielsen SoundScan. В альбом вошли лучшие синглы «Crazy in Love» и «Baby Boy» и синглы «Me, Myself and I» и «Naughty Girl», входящие в пятерку лучших. Дебют Ноулз был хорошо встречен критиками, и в одну ночь она получила пять премий «Грэмми» за Dangerously in Love, сравнявшись с Норой Джонс, Лорин Хилл и Алишей Киз по числу «Грэмми», полученных женщиной за раз. В ноябре 2003 года Уильямс сыграла в драме «Аида» на Бродвее. В январе 2004 года она издала свой второй альбом в стиле госпел — Do You Know.

### 2004—2005:Destiny Fulfilled
На волне успехов сольных проектов участниц Destiny’s Child начали распространяться слухи о возможном распаде группы. В сравнение приводился Джастин Тимберлейк, который не вернулся в ’N Sync после успеха своего сольного альбома. Келли Роуленд на такие слухи отвечала: «Мы в студии, мы делаем запись. Заткнитесь!». Группа утверждала, что воссоединение произойдёт, и их близость друг к другу сохранит группу.
Три года спустя паузы, участницы Destiny’s Child воссоединились для записи своего пятого альбома Destiny Fulfilled, который является на сегодняшний день их последней совместной записью. Destiny Fulfilled показал равенство в трио, вклад каждой участницы в создание альбома, а также их работу как руководителей, несмотря на продюсеров и менеджеров.
Выпущенный 15 ноября 2004 года Destiny Fulfilled не смог побить рекорд Survivor: альбом достиг номера два на следующей неделе, был продан в количестве 497 000 экземпляров в первую неделю, по сравнению с 663 000 копий предыдущего альбома. Стал трижды платиновым в США. Тем не менее, это был один из самых продаваемых альбомов 2005 года, разошедшийся тиражом более шести миллионов экземпляров по всему миру; он вернул группу на позиции самой продаваемой женской группы и американской группы года. Из альбома было выпущено четыре сингла: «Lose My Breath», «Soldier», «Cater 2 U» и «Girl»; первые два достигли третьей позиции в США.
Продвигая альбом, Destiny’s Child начали свой всемирный концертный тур «Destiny Fulfilled ... And Lovin’ It». 11 июня 2005 года в Барселоне, Испания, перед 16 000 фанатов группа объявила о своём официальном распаде. Destiny’s Child заявили, что их четырнадцатилетняя карьера облегчила рост в индивидуальном плане, и что «destiny fulfilled» (с англ. — «судьба окончена»). Группа направила письмо о своём решении в MTV News:

Мы работаем вместе, как Destiny's Child, с 9 лет и ездили по турам с 14. После многих обсуждений и глубокого душевного изучения мы поняли, что наш текущий тур дает возможность уйти из Destiny's Child, будучи на пике, объединенные дружбой и полные хороших чувств от нашей музыки, наших фанатов и всего. После всех этих лет замечательной совместной работы мы поняли, что настало время всерьез заняться нашими личными целями и сольными проектами... Независимо от того, что произойдет, мы всегда будем любить друг друга как друзей и сестер и всегда будем поддерживать друг друга как артисты. Мы хотим поблагодарить всех наших болельщиков за их невероятную любовь и поддержку и надеюсь увидеть всех вас снова, когда мы продолжим творить наши судьбы.

### 2005—2006: Финальные релизы

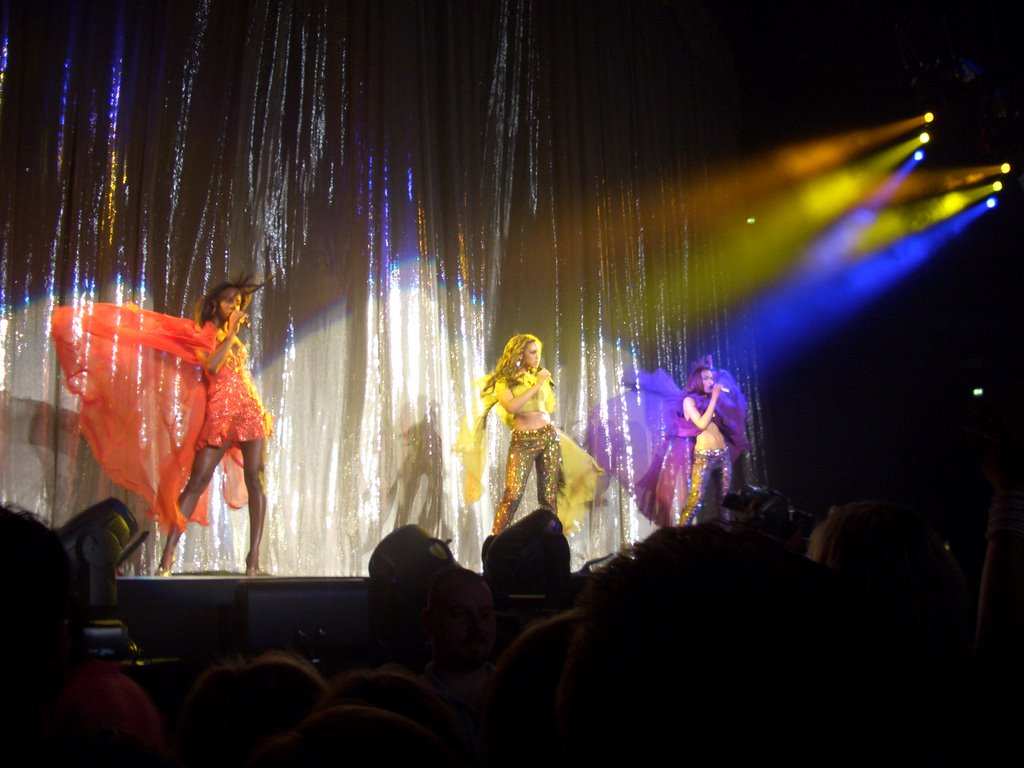
Destiny’s Child во время тура «Destiny Fulfilled ... And Lovin’ It» в 2005 году.

25 октября 2005 года группа выпустила альбом Number 1’s с подборкой своих хитов. Подборка включает в себя такие хиты, как «Independent Women Part I», «Say My Name» и «Bootylicious». В альбом вошли и три новые песни, в том числе «Stand Up for Love», которая была посвящена Всемирному дню детей, и песня Бейонсе «Check on It», ставшая саундтреком к фильму «Розовая пантера». Number 1’s был выпущен и на двусторонних дисках, содержащих тот же трек-лист, семь клипов песен и трейлер концертного DVD Destiny’s Child: Live in Atlanta. Этот документальный фильм был снят в ходе тура «Destiny Fulfilled ... And Lovin’ It» в Атланте и был выпущен 28 марта 2006 года.
Number 1’s дебютировал в Billboard 200 с первой строки, продажи альбома в первую неделю составили 113 000 экземпляров. «Stand Up For Love» стал последним синглом Destiny’s Child.
Последним телевыступлением Destiny’s Child стал выход на Игре Всех Звёзд NBA 2006 19 февраля в Хьюстоне, штат Техас, хотя Бейонсе заявила, что это «последний альбом, но не последнее шоу». 28 марта 2006 года Destiny’s Child были увековечены на голливудской «Аллее славы».

### 2007: Мини-воссоединения
В клипе Бейонсе к синглу «Get Me Bodied» снялись Келли Роуленд, Мишель Уильямс и сестра Бейонсе — Соланж. Видео вошло в альбом B'Day Anthology Video Album и вышло в начале апреля 2007. 26 июня группа вновь воссоединилась на церемонии BET Awards 2007. Бейонсе представляла «Get Me Bodied» со своими особыми гостями Уильямс, Соланж Ноулз, и Мо'Ник. После этого Бейонсе Ноулз предоставила возможность Роуленд продемонстрировать свой сингл «Like This» с Ив.
2 сентября 2007 года во время гастролей Бейонсе в Лос-Анджелесе Ноулз спела отрывок «Survivor» с Роуленд и Уильямс. Последние две спели и «С Днём Рождения» для Ноулз. Представление вошло в DVD-запись тура The Beyoncé Experience Live!, выпущенного 20 ноября 2007 года.

## Дискография
| Альбомы - 1998 г. — Destiny’s Child - 1999 г. — The Writing's On The Wall - 2001 г. — Survivor - 2004 г. — Destiny Fulfilled | DVD - 2001 г. — The Platinum's on the Wall - 2003 г. — Destiny's Child World Tour - 2005 г. — Destiny Fulfilled 2005 Tour Edition - 2006 г. — Live in Atlanta | Гастрольные туры - 1998 г. — Boyz 2 Men Tour - 1999 г. — TLC: FanMail Tour - 2000 г. — Britney Spears' Hawaii concert - 2000 г. — Sears & Levis US Tour - 2000 г. — European Tour - 2002 г. — MTV's TRL Tour - 2002 г. — World Tour - 2005 г. — Destiny Fulfilled ... And Lovin' It |